# Ilha Socorro
A ilha Socorro (em castelhano:  isla Socorro) é uma ilha vulcânica no arquipélago Revillagigedo, que se situa a oeste da costa mexicana, com 16,5 por 11,5 km, e área de 132 km². A ilha eleva-se abruptamente do mar até aos 1130 m, no monte Evermann. A erupção mais recente foi em 1993. Outras erupções recentes ocorreram em 1848?, 1896?, 1905, e 1951. 
Existe uma estação naval, estabelecida em 1957, com 250 habitantes (militares e suas famílias), vivendo numa vila com igreja, em Baía Vargas Lozano, no sul da ilha e a uns 800 m a leste do Cabo Regula, o ponto mais a sul da ilha. Há uma fonte de água doce a 5 km ao noroeste da vila, em Caleta Grayson. 
Não existe vestígio de presença humana em Socorro até ao seu descobrimento por exploradores espanhóis. Hernando de Grijalva e a sua tripulação descobriram uma ilha desabitada em 21 de dezembro de 1533 e chamaram-na "ilha de São Tomé". Em 1542, Ruy López de Villalobos, ao explorar novas rotas no Pacífico, redescobriu-a, e chamou-lhe "Anublada". Em 1608, Martín Yañez de Armida, a cargo de outra expedição, visitou São Tomé e a rebatizou-a como ilha do Socorro. 
No princípio do século XX o Dr. Barton Warren Evermann, director da Academia de Ciências em San Francisco, Califórnia, promoveu a exploração científica da ilha. As coleções biológicas mais completas foram obtidas durante esta época. O vulcão em Socorro foi batizado em sua honra.

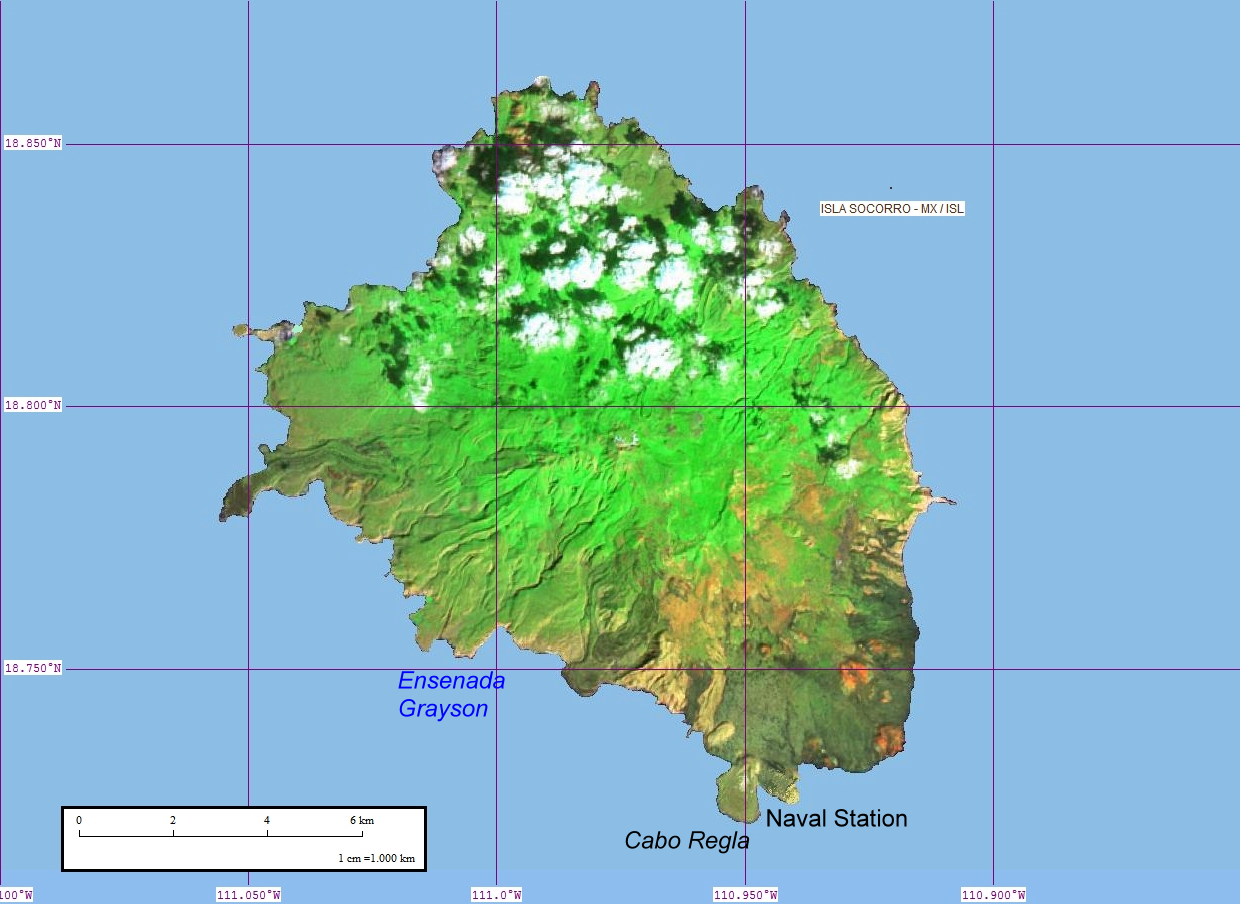
Mapa da Ilha Socorro